# Big Rigs: Over the Road Racing
Big Rigs: Over the Road Racing (укр. Великі машини: Перегони бездоріжжям) — перегонова відеогра 2003 року, розроблена студією Stellar Stone та видана GameMill Publishing. Гравець керує вантажівкою з причепом і змагається з нерухомим суперником на американських автошляхах. Компанія Stellar Stone, що базується в Каліфорнії, передала розробку гри на аутсорсинг в Україну, і гра вийшла 20 листопада 2003 року. Через безліч технічних проблем та відсутність належного ігрового процесу Big Rigs: Over the Road Racing зазнала критичних зауважень, стала найгіршою грою на сайтах-агрегаторах рецензій Metacritic та GameRankings, а також часто згадується ігровими виданнями як одна з найгірших відеоігор усіх часів і народів. З моменту виходу гра також стала культовою.

## Ігровий процес
Big Rigs: Over the Road Racing — перегонова відеогра. Хоча на упаковці гри зазначено, що метою гри є перегони по американських маршрутах для вантажівок, щоб першим доставити вантаж і уникнути арешту поліцією, в грі немає жодних правоохоронних органів. Гравець обирає одну з чотирьох вантажівок з напівпричепом і п'ять маршрутів, хоча вибір четвертого маршруту призведе до аварійного завершення гри. Вибравши маршрут, гравець переміщує вантажівку через контрольно-пропускні пункти за допомогою клавіш зі стрілками. Рух заднім ходом дозволяє вантажівці прискорюватися до нескінченності, тоді як відпускання відповідної клавіші миттєво зупиняє її.
Час на проходження перегонів необмежений, а суперник не рухається. Вантажівка гравця може проїхати через суперника і всі об'єкти, розміщені на маршруті, завдяки відсутності системи виявлення зіткнень. Бездоріжжя не штрафується за зчеплення з дорогою, на пагорби можна підійматися і спускатися з них без впливу на швидкість вантажівки, а проїзд можливий по порожнечі за межами ігрової карти. Завершення перегонів винагороджує гравця трофеєм з написом «You're winner!» (укр. «Ви — переможець!»).

## Виробництво
Розробка Big Rigs: Over the Road Racing була замовлена компанією Stellar Stone, заснованою наприкінці 2000 року в Санта-Моніці, Каліфорнія, яка займалася аутсорсингом розробки ігор у країнах Східної Європи, зокрема в Росії та Україні. Сергій Тітов, генеральний директор TS Group Entertainment, ліцензував свій ігровий рушій Eternity компанії Stellar Stone в обмін на «велику частину компанії». За його словами, Big Rigs розроблялася командою в Україні. Хоча Тітова називають продюсером і програмістом гри, він стверджував, що не мав ані значного впливу на розробку, ані можливості зупинити випуск гри. Він заявив, що видавець GameMill Publishing спочатку прагнув випустити одну гру, але пізніше вирішив розділити її на дві — Big Rigs і Midnight Race Club — і відвантажив Big Rigs у тому стані, який, на його думку, був пре-альфа-версією.

### Випуск
Гра вийшла 20 листопада 2003 року для Windows і розповсюджувалася виключно через магазини Walmart. Пізніше Тітов запропонував замінити гру на гру з каталогу Activision Value, якщо покупець надішле йому свою копію гри, касовий чек і реєстраційну картку, що і зробили двадцять осіб.